# Трояновський Михайло Костянтинович
Трояновський Михайло Костянтинович (нар. 19 листопада 1889 — пом. 4 грудня 1964) — радянський російський актор театру і кіно. Заслужений артист РРФСР (1958).

## Біографічні відомості
В 1945—1957 рр. працював у Театрі-студії кіноактора.
Знімався в українських фільмах: «Вершники» (1939, Мусій Половець) «Нескорені» (1945, Назар), «Тарас Шевченко» (1951, шеф жандармів), «Таємниця Дімки Кармія» (1961, Сава Петрович), «Матрос Чижик» (1955, епіз.).

## Фільмографія
- 1938 — «Дитинство Горького»
- 1939 — «Комендант Пташиного острова»
- 1939 — «Йшов солдат з фронту»
- 1940 — «Загибель „Орла“» — лікар
- 1940 — «Брат героя» — дід-сторож
- 1940 — «Мої університети»
- 1941 — «Бойова кінозбірка № 1». Новела «Сон в руку»
- 1941 — «Романтики» — шаман
- 1941 — «Горбоконик»
- 1942 — «Принц і жебрак»
- 1942 — «Швейк готується до бою»
- 1945 — «Це було в Донбасі»
- 1946 — «Кам'яна квітка»
- 1947 — «Весна»
- 1948 — «Три зустрічі»
- 1948 — «Шлях слави»
- 1953 — «Чук і Гек»
- 1954 — «Золоті яблука» — Сергій Филимонович
- 1954 — «Небезпечні стежки» — Інокентій
- 1955 — «Отелло»
- 1957 — «Вогняні версти» — Арсеній Іларіонович Шелаков
- 1958 — «Зоряний хлопчик»
- 1959 — «Дорога йде вдалину»
- 1959 — «Врятоване покоління»
- 1959 — «Колискова»
- 1961 — «Криниці»
- 1961 — «Людина нізвідки»
- 1962 — «На семи вітрах»
- 1964 — «Криниці»
- 1966 — «Герой нашого часу»
- та інші…